# Bretea Română
Bretea Română [ˈbretea romɨnɘ] (veraltet Bretea Românească; deutsch Brettendorf, ungarisch Oláhbrettye) ist eine Gemeinde im Kreis Hunedoara in der Region Siebenbürgen in Rumänien.
Der Ort Bretea Română ist auch unter der deutschen Bezeichnung Wallachisch-Brettendorf und den ungarischen Brettye, Beregtő und Románbrettye bekannt.

## Geographische Lage

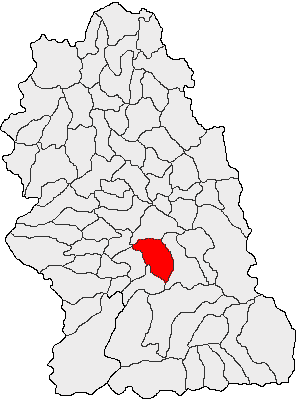
Lage der Gemeinde Bretea Română im Kreis Hunedoara

Die Gemeinde Bretea Română befindet sich mit den elf Dörfern und zwei Weilern im Süden Siebenbürgens auf der rechten Seite des Flusses Strei (Strell), nördlich der historischen Region Hatzeger Land (Țara Hațegului). Der Ort liegt an der Kreisstraße (drum județean) DJ 668, rund einen Kilometer von der Europastraße 79 entfernt. Etwa auf halber Strecke (ca. 10 km) zwischen den Kleinstädten Călan und Hațeg, befindet sich der Ort etwa 20 Kilometer südöstlich von der Stadt Hunedoara (Eisenmarkt); die Kreishauptstadt Deva liegt etwa 38 Kilometer nordwestlich von Bretea Română entfernt. 
Der nächstgelegene Bahnhof von Bretea Română befindet sich im eingemeindeten Dorf Bretea Streiului (Ungarisch-Brettendorf) an der elektrifiziert und zweigleisigen Bahnstrecke Simeria–Petroșani.
Die eingemeindeten Dörfer sind etwa 1,5–9 Kilometer vom Gemeindesitz entfernt und zum Teil auf unbefestigten Straßen zu erreichen.

## Geschichte
Der Ort Bretea Română wurde 1332 erstmals als ungarisches Dorf in Funktion einer Zollstelle urkundlich erwähnt. Nach Berichten von G. Téglás und M. Roska über einen Fund auf dem Areal des eingemeindeten Dorf Bretea Streiului, reicht die Geschichte der Besiedlung in der Region jedoch bis in die Jungsteinzeit zurück. Weitere Funde aus der Römerzeit wurden in Bretea Română gemacht.
Vom 15.–16. Jahrhundert war der Ort im Besitz der Adelsfamilie Bethlen. Im 17.–19. Jahrhundert war Bretea Română eine rumänische Bauernsiedlung; hier lebten auch ungarische Kleinadlige, welche eine eigene Kirche hatten. Beim Horea-Aufstand von 1784 kamen mehrere ungarische Kleinadelsfamilien (Kendeffi, Csongradi, Nalaczi) sowie die reformierte Kirche des Ortes zu Schaden.
Die Gemeinde hat ca. 1000 Bauernhöfe mit etwa 1200 Wohnungen, von denen nur 57 Höfe – im eingemeindeten Dorf Plopi (ungarisch Sztrigyplop) – an eine Kanalisation angeschlossen sind.
Die Hauptbeschäftigung der Bevölkerung sind die Landwirtschaft, die Viehzucht und die Holzverarbeitung.

## Bevölkerung
1850 lebten auf dem Gebiet der heutigen Gemeinde 5543 Einwohner. 5201 davon waren Rumänen, 242 Roma, 79 Ungarn und 21 Deutsche. 1910 wurde mit 5995 die größte Bevölkerungszahl – und gleichzeitig die der Rumänen (5690), die der Ungarn (268) und die der Slowaken (4) – ermittelt. Die höchste Anzahl der Roma wurde 1850 und die der Deutschen (35) 1941 registriert. Darüber hinaus bezeichneten sich 1890 einer und 1900 zwei Einwohner als Slowaken. Bei der Volkszählung 2002 lebten auf dem Gebiet der Gemeinde 3133 Menschen, davon waren 3099 Rumänen, 17 Ungarn, zehn Deutsche, sechs Roma und ein Grieche. 2011 bezeichneten sich 2968 als Rumänen, 15 als Magyaren, elf bezeichneten sich als Roma, fünf als Deutsche und 53 machten keine Angaben zu ihrer ethnischen Abstammung.

## Sehenswürdigkeiten
- Die orthodoxe Kirche in Bretea Română, etwa Mitte des 18. Jahrhunderts errichtet, war ursprünglich eine reformierte Kirche, wurde 1978 von der rumänischen Bevölkerung übernommen und 1981 orthodox geweiht.